# Elecciones al Parlamento Europeo de 2019 (Letonia)
Las elecciones al Parlamento Europeo de 2019 en Letonia se celebraron el 25 de mayo de ese año, con el propósito de elegir los 8 eurodiputados asignados al país. Se presentaron un total de 16 candidaturas a los comicios.
Los ocho eurodiputados letones son elegidos por sufragio universal directo por ciudadanos letones y de la Unión Europea con residencia fijada en el país y mayores de 18 años. La votación se lleva a cabo de acuerdo con el modo del voto preferencial, y los escaños se dividen proporcionalmente entre las listas que superen el 5 % de los votos de acuerdo con el método Sainte-Laguë.

## Resultados
| Lista | Lista                                                             | Grupo        | Votos   | %     | Escaños |
| ----- | ----------------------------------------------------------------- | ------------ | ------- | ----- | ------- |
|       | Nueva Unidad (V)                                                  | PPE          | 124.193 | 26,40 | 2       |
|       | Partido Socialdemócrata «Armonía» (SDPS)                          | S&D          | 82.604  | 17,56 | 2       |
|       | Alianza Nacional (NA)                                             | ECR          | 77.591  | 16,49 | 2       |
|       | Desarrollo/¡Por!                                                  | ALDE         | 58.763  | 12,49 | 1       |
|       | Unión Letona Rusa (PCTVL)                                         | Verdes / ALE | 29.546  | 6,28  | 1       |
|       | Unión de Verdes y Agricultores (ZZS)                              | -            | 25.252  | 5,37  | -       |
|       | Asociación Letona de Regiones (LRA)                               | -            | 23.581  | 5,01  | -       |
|       | Nuevo Partido Conservador                                         | -            | 20.595  | 4,38  | -       |
|       | Progresistas                                                      | -            | 13.705  | 2,91  | -       |
|       | A quien pertenece el Estado?                                      | -            | 4.362   | 0,93  | -       |
|       | Nacionalistas de Letonia                                          | -            | 3.172   | 0,67  | -       |
|       | Partido de Centro                                                 | -            | 2.312   | 0,49  | -       |
|       | Despertando (Del Corazón por Letonia - Unión Demócrata Cristiana) | -            | 2.242   | 0,48  | -       |
|       | Partido Obrero Socialdemócrata Letón (LSDSP)                      | -            | 922     | 0,20  | -       |
|       | Nueva Armonía                                                     | -            | 829     | 0,18  | -       |
|       | Partido de Acción                                                 | -            | 791     | 0,17  | -       |
| Total | Total                                                             | Total        | 470.460 |       | 8       |